# Cicatrodea
Cicatrodea – rodzaj chrząszczy z rodziny kózkowatych i podrodziny zgrzypikowych.

## Zasięg występowania
Przedstawiciele tego rodzaju występują w Ameryce Południowej od Ekwadoru na północy po Boliwię na południu.

## Systematyka
Do Cicatrodea należą 2 gatunki:
- Cicatrodea bahia
- Cicatrodea monima